# Ruspolia halmaherae
Ruspolia halmaherae är en insektsart som först beskrevs av Brunner von Wattenwyl 1898.  Ruspolia halmaherae ingår i släktet Ruspolia och familjen vårtbitare. Inga underarter finns listade i Catalogue of Life.